# Казарово
Казарово (тат. Кырынкүл) — упразднённая деревня находившаяся в подчинении Центрального административного округа городского округа город Тюмень Тюменской области. В 2012 году включена в состав города и исключена из учётных данных.

## География
Находится в северной части города. Через территорию микрорайона протекает река Казаровка.

## История
В 1820-е года построена деревянная мечеть.
В 1929 году в деревне была открыта школа в здании бывшей мечети.
В 1930 году в деревне был образован колхоз.
С 1960 года деревня находилась в черте города Тюмень, сохраняясь как территориальная единица.
До января 2014 года входила в состав городского округа город Тюмень.
В январе 2014 года, согласно Закону Тюменской области от 27 декабря 2013 года № 105 «Об объединении отдельных населённых пунктов, входящих в муниципальное образование городской округ город Тюмень, и о внесении изменений в отдельные законы Тюменской области» они прекратили существование как самостоятельные населённые пункты, включён в состав города.

## Население
| 1989 | 2002  | 2010  |
| ---- | ----- | ----- |
| 634  | ↗1217 | ↗1841 |

Национальный состав: сибирские татары — 70,0 %, русские — 23,3 %.